# Club Esportiu Castelló 1991/92
La temporada 1990/91 va ser la 69a en la història del CE Castelló, la 34a en la Segona divisió. Després el descens, el club de la Plana era un dels favorits per a recuperar la categoria perduda. Però a l'hora de la veritat es van acusar les importants baixes i l'equip tan sols va salvar la categoria a la penúltima jornada. A la Copa, per contra, el paper va ser més remarcable, arribant fins al vuitens de final. El Castelló deixà fora al Real Ávila, Gimnástico de Alcázar i CD Málaga abans de ser eliminat pel CD Logroñés. Des de llavors, aquesta actuació copera encara no ha estat superada.

## Plantilla

### Jugadors
| Núm. | Pos. |                     | Jugador        | Procedència      | Temporada |
| ---- | ---- | ------------------- | -------------- | ---------------- | --------- |
|      | POR  | País Valencià       | Fermín         | Vinaròs          | 1991/92   |
|      | POR  | País Valencià       | Martínez Puig  | Olímpic Xàtiva   | 1987/88   |
|      | DEF  | País Valencià       | Alfredo        | Castelló Amateur | 1982/83   |
|      | DEF  | Castella i Lleó     | Benito Sánchez | Elx CF           | 1990/91   |
|      | DEF  | Comunitat de Madrid | Felipe Herrero | Reial Madrid B   | 1991/92   |
|      | DEF  | País Valencià       | Manolo Herrero | Sevilla FC       | 1991/92   |
|      | DEF  | Catalunya           | Robi           | Elx CF           | 1991/92   |
|      | DEF  | País Valencià       | Javi Valls     | Castelló Amateur | 1981/82   |
|      | DEF  | País Valencià       | Ximet          | Borriana         | 1985/86   |
|      | MIG  | Castella i Lleó     | Ibeas          | Reial Múrcia     | 1989/90   |
|      | MIG  | Andalusia           | José Hurtado   | Màlaga CF        | 1988/89   |
|      | MIG  | Aragó               | Juan Carlos    | Sporting         | 1991/92   |
|      | MIG  | Catalunya           | Manchado       | Castelló Amateur | 1984/85   |
|      | MIG  | Brasil              | Mauricio       | Pontevedra CF    | 1990/91   |

| No. | Posició |                                            | Jugador        | Procedència      | Temporada |
| --- | ------- | ------------------------------------------ | -------------- | ---------------- | --------- |
|     | MIG     | República Federal Socialista de Iugoslàvia | Mladenović     | D Zagreb         | 1991/92   |
|     | MIG     | República Federal Socialista de Iugoslàvia | Dragan Punisic | NK Rijeka        | 1991/92   |
|     | MIG     | País Valencià                              | Simón          | CD Teruel        | 1990/91   |
|     | DAV     | Comunitat de Madrid                        | Guillermo      | RCD Mallorca     | 1991/92   |
|     | DAV     | País Valencià                              | Edu            | Alcoià           | 1991/92   |
|     | DAV     | República Federal Socialista de Iugoslàvia | Emir Music     | NK Osijek        | 1991/92   |
|     | DAV     | Catalunya                                  | Raúl Cruselles | Castelló Amateur | 1986/87   |
|     | DAV     | Castella i Lleó                            | Rojo           | Borriana         | 1991/92   |
|     | DAV     | Andalusia                                  | Valentín       | Córdoba CF       | 1991/92   |
| F   | POR     | Galícia                                    | Romo           | Cabanes          | 1989/90   |
| F   | MIG     | País Valencià                              | Edu Serrano    | RM Aficionados   | 1991/92   |
| F   | MIG     | País Basc                                  | Mendieta       | Castelló Amateur | 1991/92   |
| F   | MIG     | País Valencià                              | Roqueta        | Castelló Amateur | 1991/92   |
| F   | DAV     | País Valencià                              | Cruceta        | Castelló Amateur | 1989/90   |

- Mauricio té la doble nacionalitat brasilera i espanyola  .

#### Altes
| Núm. | Posició |                 | Jugador           | Procedència           | Preu           | Mercat |
| ---- | ------- | --------------- | ----------------- | --------------------- | -------------- | ------ |
|      | POR     | País Valencià   | Fermín            | Vinaròs CF            | ?              | Estiu  |
|      | DEF     | Madrid          | Felipe Herrero    | Reial Madrid Castella | ?              | Estiu  |
|      | DEF     | País Valencià   | Manolo Herrero    | Sevilla FC            | 17.000.000 pts | Estiu  |
|      | DEF     | Catalunya       | Robi              | Elx CF                | ?              | Estiu  |
|      | MIG     | Aragó           | Juan Carlos       | Sporting de Gijón     | ?              | Estiu  |
|      | MIG     | Iugoslàvia      | Mladen Mladenović | NK Dinamo Zagreb      | ?              | Estiu  |
|      | MIG     | País Valencià   | Octavio           | UD Alzira             | Fi de cessió   | Estiu  |
|      | MIG     | Iugoslàvia      | Dragan Punisic    | HNK Rijeka            | ?              | Estiu  |
|      | DAV     | Madrid          | Guillermo         | RCD Mallorca          | ?              | Estiu  |
|      | DAV     | País Valencià   | Edu               | CE Alcoià             | ?              | Estiu  |
|      | DAV     | Iugoslàvia      | Emir Music        | NK Osijek             | ?              | Estiu  |
|      | DAV     | Andalusia       | Valentín          | Córdoba CF            | 5.500.000 pts  | Estiu  |
|      | DAV     | Castella i Lleó | Rojo              | CD Burriana           | ?              | Hivern |

#### Baixes
| Núm. | Posició |               | Jugador         | Destinació              | Preu           | Mercat |
| ---- | ------- | ------------- | --------------- | ----------------------- | -------------- | ------ |
|      | POR     | Catalunya     | Emili Isierte   | Sporting de Gijón       | 80.000.000 pts | Estiu  |
|      | DEF     | Navarra       | Arozarena       | CA Osasuna              | Fi de cessió   | Estiu  |
|      | MIG     | URSS          | Dobrovolski     | Genoa CFC               | Fi de cessió   | Estiu  |
|      | MIG     | Astúries      | Fernández       | ?                       | ?              | Estiu  |
|      | MIG     | Madrid        | Morón           | ?                       | ?              | Estiu  |
|      | MIG     | País Valencià | Octavio         | CD Numancia             | ?              | Estiu  |
|      | MIG     | Nigèria       | Ugbade          | Real Avilés             | ?              | Estiu  |
|      | MIG     | País Valencià | Víctor Salvador | Vila-real CF            | ?              | Estiu  |
|      | DAV     | País Valencià | Pedro Alcañiz   | Vila-real CF            | 0 pts          | Estiu  |
|      | DAV     | Andalusia     | Moisés          | ?                       | ?              | Estiu  |
|      | DAV     | Uruguai       | Walter Peletti  | Montevideo Wanderers FC | Fi de cessió   | Estiu  |
|      | POR     | País Valencià | Martínez Puig   | Retirat                 |                | Hivern |
|      | MIG     | País Valencià | Simón           | ?                       | 0 pts          | Hivern |

### Cos tècnic
- Entrenador: Lucien Müller (fins a la jornada 9), Quique Hernández (des de la jornada 10 fins a la 32) i García Hernández (des de la 33).
- Segon entrenador: Pepe Heredia (fins a la jornada 9) i García Hernández (des de la jornada 10 fins a la 32).
- Secretari tècnic: Luis Cela (fins a la jornada 9) i Pepe Heredia (des de la jornada 10).